# Cassidoides pini
Cassidoides pini är en tvåvingeart som beskrevs av Boris Mamaev 1960. Cassidoides pini ingår i släktet Cassidoides och familjen gallmyggor. Arten har ej påträffats i Sverige. Inga underarter finns listade i Catalogue of Life.